# Miguel Bonasso
Miguel Luis Bonasso (Buenos Aires, 17 de mayo de 1940) es un político, periodista, historiador y escritor argentino. En la década de 1970 integró la organización guerrillera Montoneros. Fue elegido diputado nacional en 2003 y 2007.

## Periodismo
A los 18 años comenzó su carrera periodística en el semanario Leoplán, luego fue sucesivamente jefe de redacción de las revistas Análisis, Extra y Semana Gráfica. En 1961 hizo el servicio militar en la Armada, en la Infantería de Marina, experiencia que le serviría más tarde para describir como nadie los sótanos de la ESMA en "Recuerdo de la muerte", donde también cuenta acerca de la Quinta de Funes.  Su mujer fue Silvia Estela Pérez. Ella murió de cáncer en 1991, en México, y le dio dos hijos: Federico, de 29 años, músico, y Flavia, de 28, pintora.   
Fue secretario de redacción del matutino La Opinión.
Estuvo a cargo de la dirección del diario Noticias.
Ha escrito para el diario Página/12 y colaborado con el diario Crítica de la Argentina.

En 1985 en la Ciudad de México, fue elegido Presidente de la Asociación de Corresponsales Extranjeros. Ese mismo año comenzó su labor como columnista del semanario "Proceso (revista)".

## Política
A comienzos de los años setenta, Bonasso ingresó en Montoneros, en donde desarrolló tareas de Prensa y en la que se alineó con el sector denominado político que propugnaba profundizar el trabajo de masas al que también pertenecían Rodolfo Walsh y Juan Gelman. Este sector era crítico del creciente militarismo de la conducción encarnado, entre otros, por Mario Firmenich y Roberto Perdía. A mediados de 1972, Bonasso fue elegido jefe de prensa del FREJULI (Frente Justicialista de Liberación Nacional), una coalición de partidos políticos encabezada por el peronismo que ganó las elecciones presidenciales del 11 de marzo de 1973 con el 49,5 % de los votos con su fórmula Héctor José Cámpora - Vicente Solano Lima.
Luego de esa elección ―que le permitió elecciones democráticas tras 20 años al peronismo volver al Gobierno tras 18 años de proscripción―, Bonasso formó parte de la Secretaría de Prensa del gobierno de Cámpora y al mismo tiempo fue uno de los fundadores, junto a su maestro Rodolfo Walsh y su amigo Paco Urondo, del diario Noticias, que apareció en un principio como expresión de la Tendencia Revolucionaria y fue ciñéndose, cada vez más, a las posiciones políticas de Montoneros. El diario duró nueve meses y llegó a vender unos 180 mil ejemplares. Fue clausurado el 27 de agosto de 1974. Después de sufrir un atentado de la Triple A y de reiteradas amenazas a sus periodistas, el diario fue clausurado en agosto de 1974 por un decreto firmado por María Estela de Perón.
En agosto de 2003 fue elegido diputado nacional por el Partido de la Revolución Democrática (PRD).
En 2005, como presidente de la Comisión de Recursos Naturales y Conservación del Ambiente Humano, impulsó la declaración de Emergencia Forestal Nacional, "hasta tanto no se promulgue una Ley de Presupuestos Mínimos para regular los desmontes y evitar una mayor depredación de los bosques nativos".
En 2007 formó el partido político Diálogo por Buenos Aires, y fue reelecto diputado.
En 2008 impulsó una Ley de protección de glaciares que tenía por objeto establecer los presupuestos mínimos para la protección de los glaciares y del ambiente periglacial con el objeto de preservarlos como reservas estratégicas de recursos hídricos para el consumo humano; para la agricultura y como proveedores de agua para la recarga de cuencas hidrográficas; para la protección de la biodiversidad; como fuente de información científica y como atractivo turístico constituyendo a los glaciares como bienes de carácter público, que la entonces presidenta Cristina Fernández de Kirchner vetó por completo. A fines de 2010, participó de la compilación de los proyectos de ley formulados por 11 legisladores en el ejercicio de su función.

## Libros
- Recuerdo de la muerte (1ª edición). Punto Sur. 1988. ISBN 978-950-9889-04-0. Novela histórica que refiere a la vida de los militantes y a los crímenes de la dictadura militar en la ESMA. En 1988 recibió el premio "Rodolfo Walsh" que otorga la Asociación Internacional de Escritores Policiacos a la mejor narración testimonial de tema criminal.[12]
- Operación príncipe. (En coautoŕía con Roberto Bardini y Laura Restrepo) (1ª edición). Sudamericana-Planeta. 1989. ISBN 978-950-37-0378-6. Operación Príncipe relata el operativo en el cual fue secuestrado en Chile el teniente coronel Carlos Carreño, describiendo el escenario político y social vigente en dicho país.[13]
- La memoria en donde ardía (2ª edición). Dialéctica. 1990. ISBN 978-950-9852-31-0.
- El presidente que no fue - Los archivos ocultos de peronismo. Agosto de 1999 - 1ª ed. 5ª reimp. (1ª edición). Planeta. 1997. ISBN 978-950-742-796-1. Estructurado como una biografía de Héctor Cámpora, aborda las circunstancias y contexto de la Argentina en los primeros años de la década de 1970.[14]
- Evita: la tumba sin paz. 1997. Guion del documental en coproducción Argentina-Reino Unido dirigido por Tristán Bauer. Sobre el secuestro y desaparición por 18 años del cadáver de Eva Duarte de Perón.[15]
- Don Alfredo (1ª edición). Planeta. 1999. ISBN 978-950-49-0116-7. Biografía del empresario argentino Alfredo Yabrán, que cobrara notoriedad por su relación con el Caso Cabezas (el asesinato del periodista José Luis Cabezas).[16] Por esta obra volvió a ganar el premio Rodolfo Walsh.[17]
- Diario de un clandestino (1ª edición). Planeta. 2001. ISBN 978-950-49-0658-2.
- El palacio y la calle - Crónicas de insurgentes y conspiradores (1ª edición). Planeta. 2002. ISBN 978-950-49-1003-9. Crónica de los hechos que dieron lugar a la crisis de diciembre de 2001 en Argentina, sus antecedentes y el desarrollo posterior de los acontecimientos.[18]
- Guion de Iluminados por el fuego (en colaboración junto a Edgardo Esteban, Gustavo Romero Borri, Tristán Bauer), 2005.[19]
- Alguien piensa en vos (1ª edición). Diálogo por Buenos Aires. 2007. ISBN 978-987-23977-0-8.
- La venganza de los patriotas (1ª edición). Planeta. 2010. ISBN 978-950-49-2392-3. Se desarrolla a partir del asesinato de Bernardo de Monteagudo. Reúne bajo la estructura de relato histórico recursos de novela de espionaje y de aventura con pasajes de narrativa erótica.[20]
- El mal (1ª edición). Planeta. 2011. ISBN 978-950-49-2747-1. Dentro de la línea de periodismo de investigación, El mal: el modelo K y la Barrick Gold es un trabajo donde se indaga el vínculo entre la política argentina y las corporaciones.[21]
- Lo que no dije en "Recuerdo de la muerte" (1ª edición). Sudamericana. 2014. ISBN 978-950-07-5044-8.
- El hombre que sabía morir (1ª edición). Sudamericana. 2017. ISBN 978-950-07-5812-3.